# Sonderbericht über Klimawandel und Landsysteme
Der Sonderbericht über Klimawandel und Landsysteme (offizieller deutscher Titel: Klimawandel und Landsysteme: Ein IPCC-Sonderbericht über Klimawandel, Desertifikation, Landdegradierung, nachhaltiges Landmanagement, Ernährungssicherheit und Treibhausgasflüsse in terrestrischen Ökosystemen, englisch Special Report on Climate Change and Land; SRCCL) ist ein Sonderbericht des Weltklimarats (Intergovernmental Panel on Climate Change, IPCC) zur Vorbereitung der 25. UN-Klimakonferenz im Jahr 2019 (COP 25). Er setzt sich mit den Wechselwirkungen von Klimawandel, Klimaschutz und dem menschlichen Leben auseinander. Am 8. August 2019 wurde eine Zusammenfassung für Entscheidungsträger vorgestellt und der Bericht online gestellt. An dem Bericht waren etwa 60 Wissenschaftler aus aller Welt beteiligt.

## Inhalt
Aus dem Entwurf des Berichts geht hervor, dass sich die Landflächen seit dem Ende des 19. Jahrhunderts global um etwa 1,5 Grad Celsius erwärmt haben. Dieser Wert übertrifft, bedingt durch die langsameren Erhitzungsprozesse der Ozeane, den weltweiten Durchschnitt von etwa 1,0 Grad Celsius. Die Folgen dieser Überhitzung sind bereits deutlich spürbar. So nehmen Hitzewellen und Starkregenereignisse weltweit bezüglich Häufigkeit und Intensität zu.
Im Sonderbericht mahnen die Wissenschaftler eine Änderung der Ernährungsgewohnheiten an. Ohne eine Verringerung des Konsums von Fleisch wird sich die Klimakrise deutlich schneller verschärfen. So habe sich seit den 1960er-Jahren der Pro-Kopf-Verbrauch von Fleisch mehr als verdoppelt, wodurch die Nachfrage nach Futtergetreide und Eiweißpflanzen (z. B. Soja) stark gestiegen ist. Dies wiederum hat in Südamerika den Druck auf die zuvor noch intakten Teile des tropischen Regenwaldes erhöht, die nun als Anbauflächen für Tierfutter herhalten müssen.
Würde sich die Weltbevölkerung stärker von pflanzlichen und nachhaltig produzierten tierischen Lebensmitteln ernähren, könnten bis 2050 mehrere Millionen Quadratkilometer Land renaturiert werden, heißt es in dem Bericht. Der jährliche Kohlendioxid-Ausstoß könnte damit um 0,7 bis acht Gigatonnen sinken.
Der Weltklimarat empfiehlt in seinem Bericht auch, im Kampf gegen eine weitere Überhitzung des Klimasystems der Erde die Wälder und nicht zuletzt die Moore besser zu schützen. Die Land- und Forstwirtschaft steuert laut IPCC rund 23 Prozent der vom Menschen verursachten Treibhausgase bei.

## Fazit
Das Fazit der Studie ist laut Almut Arneth, einer der Verfasserinnen der Studie, „dass wir als gesamte Weltbevölkerung die Lebensgrundlage momentan nicht nachhaltig nutzen, sondern zerstören“.

## Reaktionen
Der Sonderbericht rief bei Umweltschutzorganisationen und Politikern heftige Reaktionen hervor. Diese fordern unter anderem eine CO2-neutrale Agrarwirtschaft sowie die Reduktion des Fleischkonsums.

## Anhang

### Kernaussagen des Berichts
- Deutsche Übersetzung der Hauptaussagen (PDF)